# Římskokatolická farnost Jaroměřice u Jevíčka
Římskokatolická farnost Jaroměřice u Jevíčka je jedno z územních společenství římských katolíků v děkanátu Svitavy s farním kostelem Povýšení svatého Kříže v děkanátu Svitavy.

## Historie farnosti
Takzvaný Dolní kostel zasvěcený Všem svatým byl postaven už asi ve 12. století a je nejstarší stavební památkou v obci.
Zpočátku byl přifařen ke staršímu kostelu v Biskupicích. Poté býval kostelem farním, avšak po husitských válkách v 15. století duchovní správa v Jaroměřicích zanikla. V 16. století tu až do Bílé hory roku 1620 působili českobratrští duchovní. Potom byli Jaroměřičtí přiřazeni postupně do Biskupic a do Jevíčka, odkud byli vyfařeni roku 1783. Od roku 1714 byl kostel Všech svatých filiálním kostelem nově zbudovaného kostela na Kalvárii, kde byla ustavena prozatímní duchovní správa. Roku 1809 byla zřízena samostatná farnost Jaroměřice, kam spadalo i Úsobrno. V letech 1994 - 2022 farnost spravovali řeholníci  pasionisté z polské řádové provincie. Od roku 2017 je Kalvárie duchovním sídlem Českého místodržitelství Řádu Božího hrobu.

## Duchovní správci
Současným administrátorem ex currendo je od listopadu 2022  P. Mgr. Ing. Josef Slezák.

## Bohoslužby
| Kostel                    | Místo                | Bohoslužba (den)   | Hodina                              | Poznámka        |
| ------------------------- | -------------------- | ------------------ | ----------------------------------- | --------------- |
| Povýšení svatého Kříže    | Jaroměřice u Jevíčka | neděle             | 11.00                               | Farní kostel    |
| Všech svatých             | Jaroměřice u Jevíčka | středa             | 17.00 (zimní čas)/18.00 (letní čas) | Filiální kostel |
| sv. Cyrila a Metoděje     | Úsobrno              | 1. neděle v měsíci | 18.00                               | Filiální kostel |
| Domov důchodců (Kalvárie) | Jaroměřice u Jevíčka | 3. pátek v měsíci  | 9.15                                |                 |

## Aktivity farnosti
Každoročně se ve farnosti koná tříkrálová sbírka, v roce 2017 se při ní v Jaroměřicích vybralo 24 162 korun.